# 톄펑구

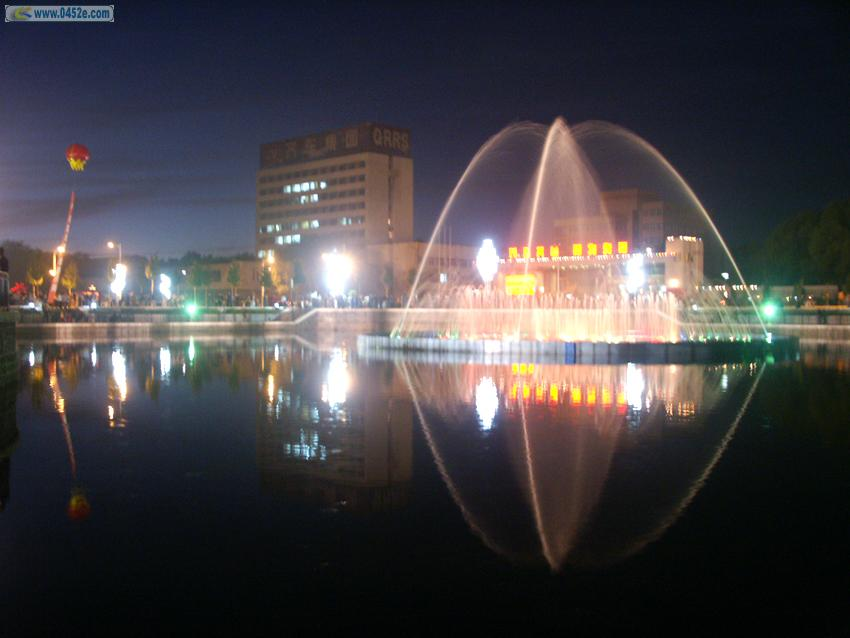

톄펑구(한국어: 철봉구, 중국어: 铁峰区, 병음: Tiěfēng Qū)는 중화인민공화국 헤이룽장성 치치하얼 시의 행정구역이다. 넓이는 695km2이고, 인구는 2007년 기준으로 300,000명이다.

## 행정 구역
7개 가도, 1개 향을 관할한다.
- 가도: 站前街道, 南浦街道, 通东街道, 光荣街道, 龙华街道, 北局宅街道, 东湖街道.
- 향: 扎龙乡.